# Sandvikens AIK BK
Sandvikens AIK Bandy är den år 1922 startade bandysektionen i den 1901 bildade idrottsklubben Sandvikens AIK, hemmahörande i Sandviken i Gästrikland.  Bandylaget har vunnit nio svenska mästerskap för herrar (1945, 1946, 1997, 2000, 2002, 2003, 2011, 2012 och 2014). På damsidan har man vunnit tre SM-guld, 1993, 2007 och 2013. SAIK:s herrar är etta i såväl World Cups, som Elitseriens Maratontabell.

## Historik
Sandvikens allmänna idrottsklubb bildades den 16 mars 1901 och hette IK Stjärnan fram tills namnet ändrades till Sandvikens AIK 1906. Klubben är mest känd för sina framgångar inom bandy, både på herrsidan och damsidan men bedrev från början främst fotboll. 
1988 blev Sandvikens AIK en alliansklubb.
2019 bröts klubbens 24 år långa svit av att ta sig till minst semifinal i bandyns slutspel, då laget åkte ut mot Hammarby i en kvartsfinalserie som gick till fem matcher. Alltjämt har herrlaget tagit sig till slutspel
varje säsong sedan 1986.

## Spelartrupp säsongen 2019/2020
| Nr | Land    | Pos | Namn                      |
| -- | ------- | --- | ------------------------- |
| 1  | Sverige | MV  | Joel Othén                |
| ?  | Sverige | MV  | Jesper Sundving (Junior)  |
| 8  | Sverige | F   | Erik Säfström             |
| 11 | Sverige | F   | Jesper Jansson            |
| 15 | Sverige | F   | Linus Pettersson          |
| 31 | Sverige | F   | Rasmus Forslund           |
| 42 | Sverige | F   | Jesper Hvornum            |
| 6  | Sverige | MF  | Daniel Berlin (Lagkapten) |
| 9  | Sverige | MF  | Hannes Edlund             |
| 18 | Sverige | MF  | Albin Airisniemi          |
| 20 | Sverige | MF  | David Brodén              |
| 22 | Sverige | MF  | Dennis Henriksen          |
| 27 | Sverige | MF  | Isak Fredén (Junior)      |
| 16 | Sverige | MF  | Edvin Isaksson (Junior)   |
| 5  | Sverige | A   | Oscar Stadin              |
| 29 | Sverige | A   | Lukas Widman (Junior)     |
| 39 | Sverige | A   | Linus Forslund            |

## Bandymeriter
- Svenska mästare, herrar: 9 gånger (1945, 1946, 1997, 2000, 2002, 2003, 2011, 2012, 2014)
- Svenska mästerskapsfinaler, herrar: 23 stycken (1940, 1941, 1945, 1946, 1950, 1971, 1977, 1980, 1990, 1996, 1997, 1998, 2000, 2002, 2003, 2005, 2008, 2011, 2012, 2013, 2014, 2015, 2018)
- Mästare i Europacupen för herrar 2 gånger: 1997, 2000.
- Finalist i World Cup 14 gånger: 1974, 1975, 1989, 1991, 1992, 1994, 2001, 2002, 2003, 2004, 2011, 2015, 2017, 2018.
- Vinnare av Svenska cupen för herrar: 6 gånger (2006, 2009, 2010, 2011, 2012, 2017)
- Svenska mästare på P20-nivå 5 gånger: 1959, 1983, 2001, 2008, 2014.
- Svenska mästare på P18-nivå 7 gånger: 1984, 2004, 2008, 2009, 2010, 2014, 2015.

## Spelarprestationer
- Säsongen 2007/2008 gjorde Patrik Nilsson 94 mål i grundserien, vilket innebar nytt svenskt målrekord. Med slutspelet inräknat gjorde han 114 mål.
- Sex SAIK-spelare har erhållit Årets Man-titeln som tilldelas säsongens bäste spelare i Elitserien. Hans Åström (1997), Magnus Muhrén (2002-2005), Patrik Nilsson (2007-2008), Daniel Berlin (2012, 2018), Christoffer Edlund (2014) och Daniel Mossberg (2017).
- Åtta spelare har vunnit skytteligan i klubben vid sammanlagt 19 tillfällen. Stig Johansson (1946), Einar Ask (1949), Lars "Knatten" Olsson (1972, 1977, 1978, 1980), Hans Åström (1997), Magnus Muhrén (2000, 2009), Patrik Nilsson (2007, 2008, 2015) och Christoffer Edlund (2010, 2011, 2014, 2016, 2017, 2018, 2019).
- I bandyns Hall of Fame som instiftades 2012 finns hittills sex tidigare SAIK:are med: Einar Ask, Bosse Nilsson, Sven Karlsson, Ove Eidhagen, Jan-Erik Flink och Lars "Knatten" Olsson.
- 27 tidigare SAIK-spelare är utnämnda till Stor grabb i svensk bandy, för deras prestationer i landslagsdressen: Einar Ask, Bo Nilsson, Gunnar Zackrisson, Nils Hellström, Rune Pettersson, Agard Magnusson, Matz Allan Johansson, JanEric Flink, Bernt Örhn, Lars "Knatten" Olsson, Anders "Dino" Söderholm, Stefan Åkerlind, Hans Åström, Niklas Spångberg, Magnus "Murren" Muhrén, Henrik Hagberg, Anders Östling, Daniel Kjörling, Daniel "Zeke" Eriksson, Stefan "Lill-Dino" Söderholm, Andreas Westh, Daniel Mossberg, Patrik Nilsson, Daniel Berlin, Christoffer Edlund, Linus Pettersson och Erik Säfström [5].

Mesta målskyttar i klubbhistoriken
- Magnus Muhrén, 700 mål
- Christoffer Edlund, 671
- Lars ”Knatten” Olsson, 592
- Patrik Nilsson, 483
- Stefan ”Pumpen” Andersson, 422
- Stefan Åsbrink, 375
- Erik Pettersson, 321

Flest matcher i klubben
- Stefan ”Pumpen” Andersson, 601 matcher
- Daniel Mossberg, 494
- Magnus Muhrén, 485
- Niklas Spångberg, 416
- Joel Othén, 415
- Lars ”Knatten” Olsson, 404
- Stefan Åsbrink, 403
- Daniel ”Zeke” Eriksson, 401

## Övrigt
- Publikrekord, herrar: 5 880 mot Vetlanda BK 1988
- Mellan 21 november 1999 och 29 november 2000 spelade herrlaget 35 matcher i rad utan förlust.
- Laget var inblandat i den högsta bandyligans målrikaste match i historien, när man utklassade Katrineholm med 22-2 på Jernvallen 22 november 2009. Christoffer Edlund satte rekord i antal gjorda mål av en spelare i samma match när han noterades för tolv stycken.
- Sandviken är sedan 2009 arrangörsförening för den prestigefyllda bandyturneringen World Cup, som hålls i Göransson Arena i oktober varje år.
- Sandviken AIK BK står sedan 2020 bakom satsningen #IdrottArForAlla[6], som handlar om att lyfta jämställdhetsfrågan i damidrott (med särskilt fokus på innebandy)[7]

## Kända profiler i SAIK:s historia
- Einar Ask
- Rolf "Dala" Dahlkvist
- Lars "Knatten" Olsson
- Ralph Eriksson
- Stefan Åsbrink
- Hans Åström
- Per-Ola Grönberg
- Anders Jakobsson
- Thony Lindqvist
- Stefan "Pumpen" Andersson
- Patric Södergren
- Daniel "Zeke" Eriksson
- Magnus Muhrén
- Patrik Nilsson
- Daniel Mossberg
- Daniel Berlin
- Christoffer Edlund
- Erik Pettersson
- Joel Othén
- Linus Pettersson
- Ted Haraldsson
- Erik Säfström
- Dennis Henriksen

## Sandviken Supporters
Sandviken supporters  är en från Sandvikens AIK/BK (SAIK) fristående supporterklubb. I stadgarna står: "Stödja SAIK och främja intresset för bandy i största allmänhet och för SAIK bandy i synnerhet". Sandviken Supporters bildades den 14 februari 1995 av bland annat Peter Hedlund som blev ordförande fram till säsongen 09/10 när han lämnade över ordförande klubban till Sanna Wallin.

### Ordförande genom åren
- Peter Hedlund 1994/1995-2009/2010
- Sanna Wallin 2010/2011
- Tobias Larsson 2011/2012
- Eric Lundgren 2012/2013-2017

## SAIK:s övriga sektioner
- Sandvikens AIK